# Regii nisipurilor (culegere de povestiri)
Regii nisipurilor (1981) (titlu original Sandkings) este o culegere de povestiri science fiction, horror și fantasy a scriitorului George R. R. Martin. Câștigătoare a numeroase premii, nuveleta care dă titlul antologiei tratează problematica unor 'animale de companie' extraterestre, insectoide, militariste, care își venerează stăpânul până în momentul în care acesta încecepe să le trateze rău. Nuveleta a fost ecranizată în episodul dublu „Regii nisipurilor” al serialului TV La Limita Imposibilului și a fost transformată în roman grafic în 1987 de către DC Comics, ca a șaptea și ultima carte a seriei DC Science Fiction Graphic Novel, adaptarea fiind realizată de Doug Moench, Pat Broderick și Neal McPheeters.
În povestirea originală, un milionar pe nume Simon Kress cumpără patru colonii de regi ai nisipurilor - creaturi similare furnicilor, extrem de inteligente - pentru a le adăuga colecției sale de animale de companie exotice. Primele probleme apar în momentul în care el forțează regii nisipurilor să se lupte pentru a-l distra, iar Simon își dă seama că specia este mult mai sofisticată decât crezuse.

## Cuprins
Conține următoarele povestiri:
- Calea Crucii și a Dragonului (The Way of Cross and Dragon) - Premiul Hugo și Premiul Locus 1980
- Flori-amare (Bitterblooms)
- În Casa Viermelui (In the House of the Worm)
- Prieteni nedespărțiți (Fast-Friend)
- Orașul de piatră (The Stone City)
- Doamna-din-stele (Starlady)
- Regii nispurilor (Sandkings) - Premiul Hugo și Premiul Locus 1980, Premiul Nebula 1979)

### Calea Crucii și a Dragonului
Pentru detalii, vezi Calea Crucii și a Dragonului

### Flori-amare
Povestirea prezintă întâlnirea membrilor unui trib celtic cu vrăjitoarea Morgan Le Fay din Avalon, privind lucrurile din perspectiva unui contact cu o ființă venită din spațiu.

### În Casa Viermelui

Coperta ediției originale

În adâncul pământului trăiesc două rase dușmane, yaga-la-haii și grounii, copii ai Viermelui, care se ucid una pe alta pentru hrană. După o călătorie inițiatică, unul dintre yaga-la-hai înțelege că cele două rase ar trebui să coopereze, pentru a da naștere uneia mai puternice și mai rezistente la schimbările care urmează în lumea lor.

### Prieteni nedespărțiți
Piloții spațiali au posibilitatea de a vâna sau de a se contopi cu niște entități energetice, mult superioare lor, care le schimbă întreaga perspectivă asupra vieții.

### Orașul de piatră
Rasele extraterestre se întâlnesc pe o planetă nod-de-comunicație, pe care există un oraș de piatră, construit de o rasă străveche și demult uitată. Subteranele orașului ascund membri ai multora dintre rasele care s-au perindat pe acolo.

### Doamna-din-stele
Așa cum specifică în primele rânduri ale sale, povestirea nu are eroi. Ea descrie viața cotidiană a interlopilor de pe Stâncă, cu luptele lor pentru teritoriu și putere.

### Regii nisipurilor
Pentru detalii, vezi Regii nisipurilor